# Elsterwerdaer Platz (metrostation)
Elsterwerdaer Platz is een station van de metro van Berlijn, gelegen aan het gelijknamige plein in het stadsdeel Biesdorf. Het metrostation werd geopend op 1 juli 1988 en was het oostelijke eindpunt van lijn U5 totdat deze precies een jaar later werd doorgetrokken naar Hönow.
Het bovengrondse station Elsterwerdaer Platz ligt op een spoordijk aan de zuidzijde van het plein. Over deze spoordijk liep voor de komst van de metro de in onbruik geraakte VnK-lijn (Verbindung nach Kaulsdorf). Aan de noordoostzijde van het overkapte eilandperron bevindt zich een trappenhuis, waar ten behoeve van mindervaliden ook een hellingbaan (in spiraalvorm) aanwezig is. Zoals alle stations aan de in de jaren 1988-89 geopende verlenging van de U5 werd Elsterwerdaer Platz ontworpen door het Entwurfs- und Vermessungsbetrieb der Deutschen Reichsbahn ("Ontwerp- en Kadasterdienst van de DR") en kreeg het een zuiver functioneel uiterlijk.

## Externe links

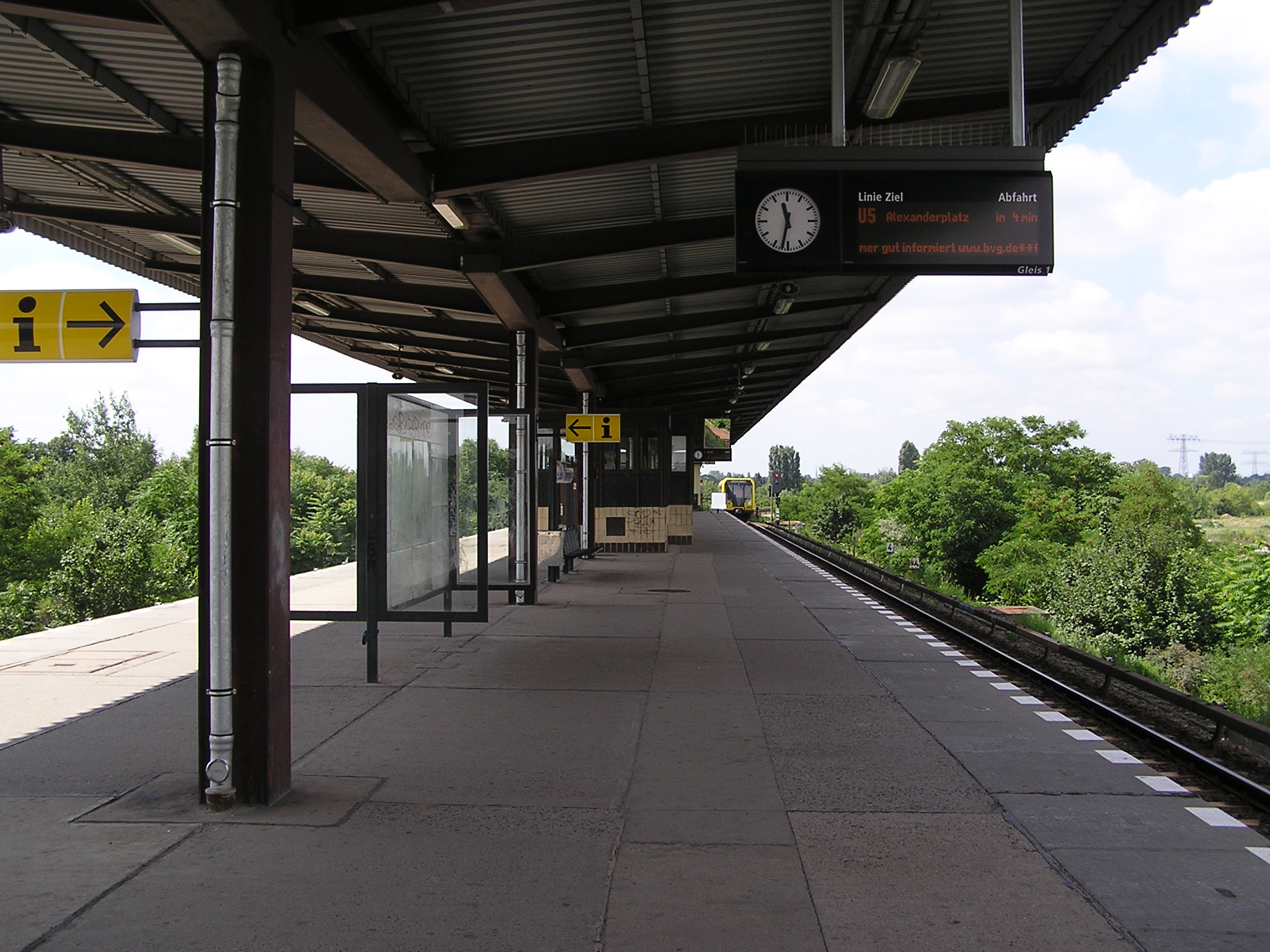
Perron met juist vertrokken trein

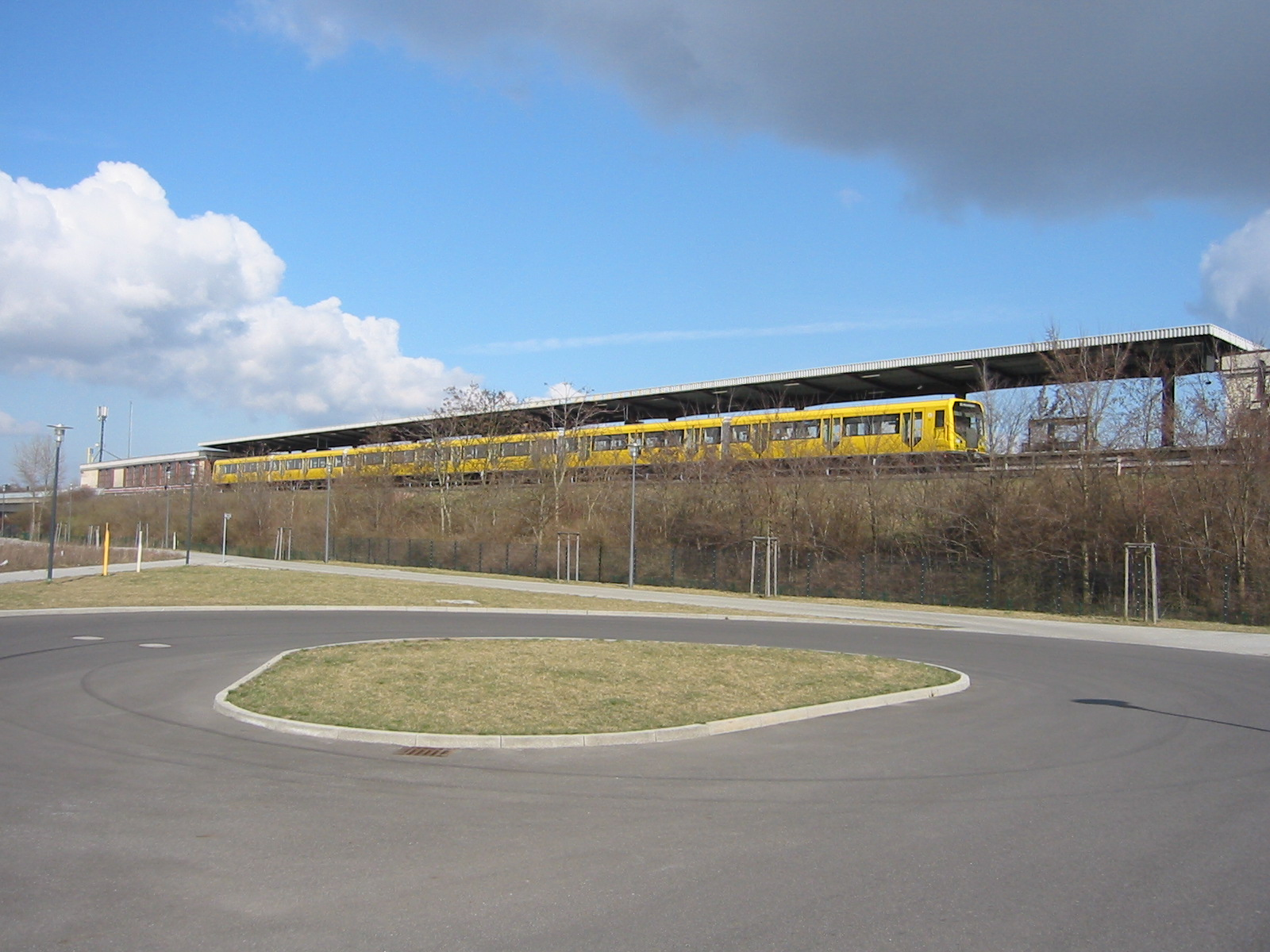
Zicht op het station vanuit het westen (Hottoner Straße)